# Мартос, Иван Романович
Ива́н Рома́нович Ма́ртос (1760, Глухов — 4 [16] апреля 1831, Трудолюб) — российский писатель.

## Биография
Приходился племянником скульптору Ивану Петровичу Мартосу (1754—1835).
Родился в Глухове около 1760 года. Учился в Киевской академии, по окончании которой в 1778 году поступил на военную службу. В 1786—1792 годах служил в Киевской верхней расправе (губернский суд по делам однодворцев, государственных и приписных крестьян), в Киевской казённой палате. В 1793—1795 годы — фурьер Преображенского полка; вышел в отставку по болезни в чине поручика. Был «кабинетным секретарём» в штате гетмана К. Г. Разумовского.
В 1796 году сопровождал в Петербург польского короля Станислава Понятовского. С 1797 года служил в Департаменте уделов (с 1798 — коллежский асессор, с 1800 — столоначальник); с 1802 — секретарь 3-го департамента Сената, статский советник. С 1809 года служил в Министерстве юстиции (экспедитор, с 1813 года — директор департамента).
С 1810, или с 1812 года, состоял в масонской ложе «Елизаветы добродетели».
Выйдя в отставку в 1816 году, выехал на юг России; жил в Глухове, затем в Клепалах, в 1817 — на кавказских минеральных водах, в Таганроге, Полтаве (1817/18), в 1818 — в Кибинцах. В 1819 году поселился в Киево-Печерской лавре.
В этот период был склонен к мистицизму; оставил несколько рукописных сочинений по «мистике».
В 1830 году переехал в Трудолюб, где скончался 4 (16) апреля 1831 года; там же и похоронен.

## Творчество
В 1809 году издал брошюру «Исследование банного строения, о котором повествует летописец Нестор», в которой дал толкование термина «банное строение».

### Избранные сочинения
Источник — Электронные каталоги РНБ
- Мартос И. Р. Исследование банного строения, о котором повествует летописец Нестор : Любителям древности и исторических истин. — СПб.: тип. Ивана Глазунова, 1809. — 2+35+1 с.
- Мартос И. Р. Подробное наставление, составленное заведывающим садами Киево-Печерской лавры. — СПб.: тип. Деп. внешней торг., 1837. — 50 с.
- Частная переписка И. Р. Мартоса. 1817—1830: Письма И. П. Мартоса, В. В. Капниста, Д. М. Велланского [и др.] / Ред. и примеч. А.Лазаревского. — Киев: тип. ун-та св. Владимира, 1898. — 2+92 с. — (отт. из журн. «Киевская старина»).